# Екатеринбургская неделя
Екатеринбургская неделя — газета политическая и литературная, выходила в Екатеринбурге еженедельно в 1879—1896 годах.

## История
«Екатеринбургская неделя» — еженедельная политическая и литературная газета, издававшаяся в Екатеринбурге с 25 июля 1879 по 1896 год (по 50 номеров ежегодно, кроме первого года издания). В 1896—1908 годах газета была переименована в «Урал».
В 2018 году одноимённое СМИ было зарегистрировано Роскомнадзором (свидетельство ПИ №ТУ66-01746, учредитель ООО МГ «Открытие»), с тех пор «Екатеринбургская неделя» выходит с частотой от 1 до 3 раз в квартал тиражом от 999 до 12000 экземпляров. Газета представляет собой обзор главных городских новостей, четвёртая полоса всегда состоит из перепечаток «Екатеринбургской недели» 1879—1896 гг.

## Персоналии
Соучредитель и издательница газеты — А. А. Полкова.
Первый редактор газеты — П. Штейнфельд, затем А. Н. Супонев, А. М. Симанов (с № 12 1887 г. фамилия пишется через букву «о»: А. М. Симонов), П. Н. Галин, Г. А. Тиме, В. Г. Чекан.

## Публикации
В газете публиковались российские и зарубежные новости, хроника местных событий, исторические очерки, литературные произведения и рекламные объявления.

## Приложения к газете
Отдельно выходили приложения к газете:
- Волков И. Н. Цесаревич Павел (1882);
- Литературный отдел «Недели» (1886, 1892, 1893);
- Прибавления на время Сибирско-Уральской научно-промышленной выставки 1887;
- Записки Уральского общества любителей естествознания (1888—1895) и другие[2].